# محمود الهمشري

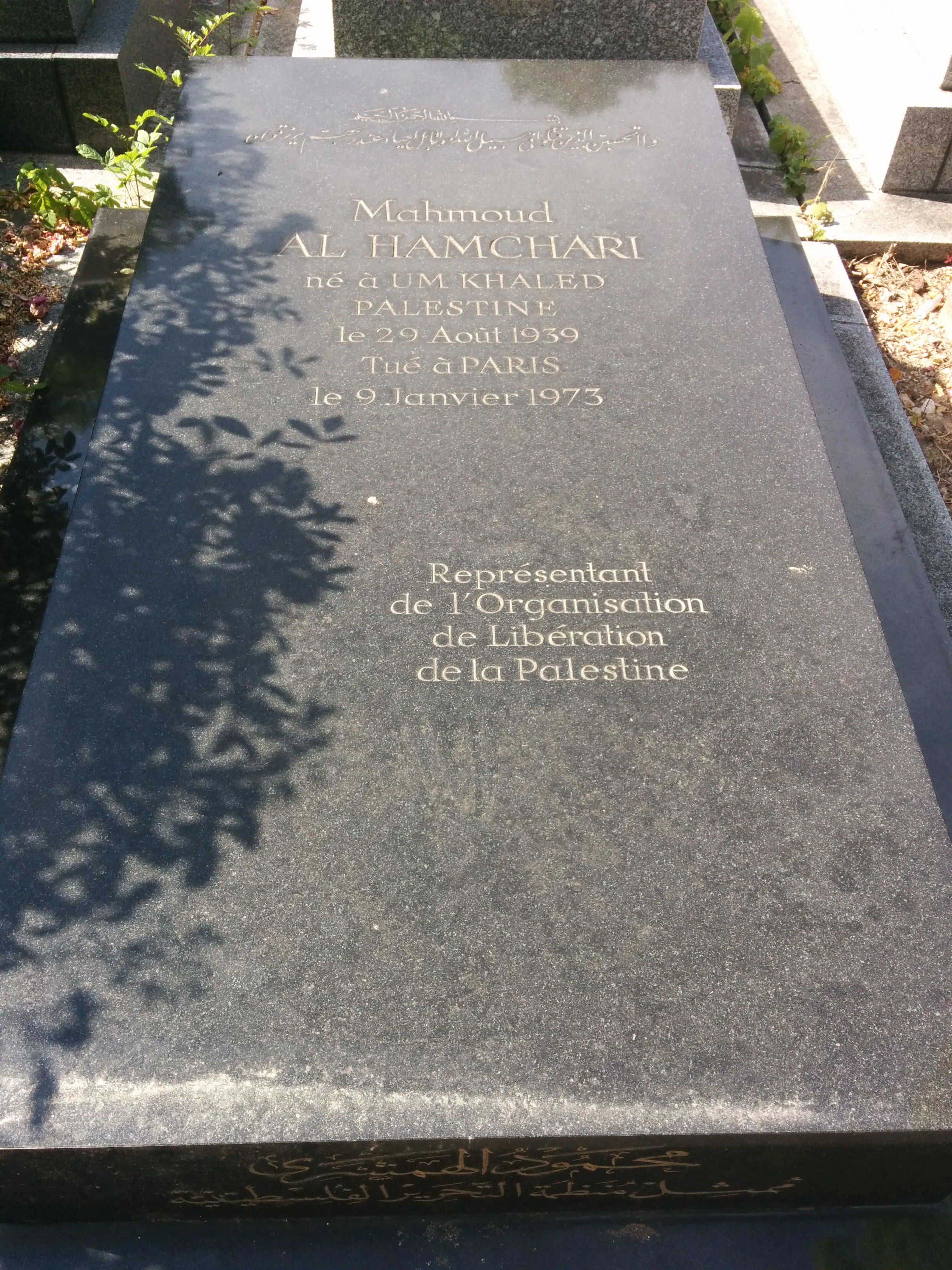
قبره في مقبرة بير لاشيز في باريس (فرنسا).

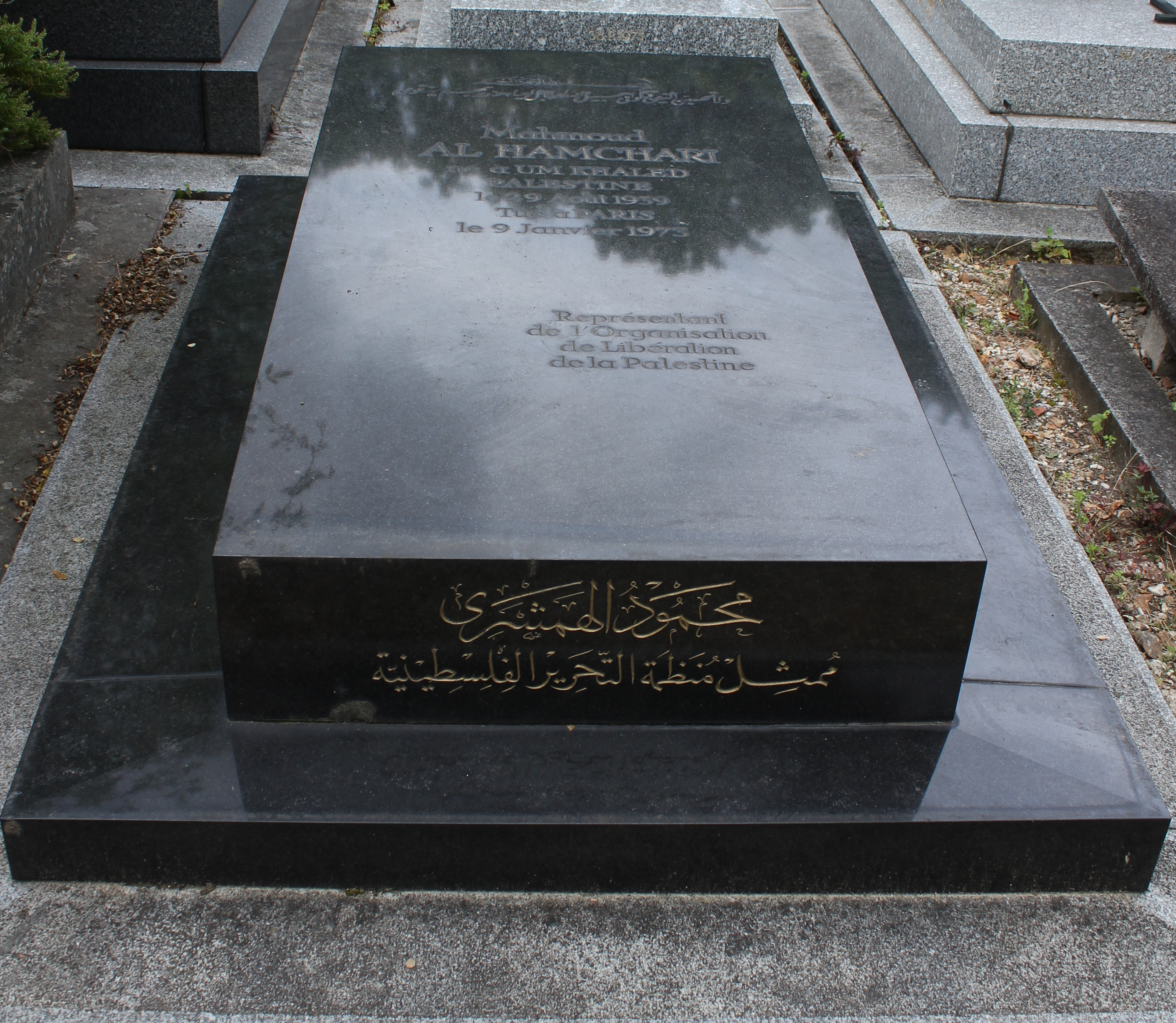
قبره في مقبرة بير لاشيز في باريس (فرنسا).

محمود أحمد حمدان الهمشري (29 أغسطس 1939 – 10 يناير 1973) سياسي ودبلوماسي فلسطيني، كان أول سفير لمنظمة التحرير الفلسطينية في فرنسا، وهو من المناضلين الأوائل في حركة فتح. اغتاله جهاز الموساد الإسرائيلي في العاصمة الفرنسية باريس.

## نشأته
وُلد الهمشري في 29 أغسطس 1939 في قرية أم خالد في قضاء طولكرم. نتيجة لحرب النكبة عام 1948، لجأت عائلته إلى طولكرم، ولاحقًا أكمل تعليمه في المدرسة الفاضلية بالمدينة.

## عمله
وصل محمود الهمشري إلى باريس قادماً من الجزائر حيث بدأ نشاطه مع سعيد السبع مدير مكتب منظمة التحرير الفلسطينية في الجزائر، ومن هناك انتقل إلى فرنسا ممثلاً لحركة فتح وقد ساعدته لغته الفرنسية الجيدة بالتواصل مع النخب الفرنسية وقواها ومثقفيها، وعندما كان يتكلم محمود كان ينطق الفرنسية بلكنة فلسطينية واضحة ويصف الكلمات ببطء حتى يمكنه اختيار الكلمة المناسبة، كان يفكر بالعربية حتى وإن تكلم الفرنسية.
نجح الهمشري في إقامة علاقات واسعة مع ممثلي الرأي العام الفرنسي واستمالة كثير من النخب لصالح القضية الفلسطينية، وكان بذلك مكملاً لدور زميله وائل زعيتر في روما.

## اغتياله
كان هدفاً سهلاً للموساد الصهيوني بحكم عمله السياسي والدبلوماسي، ولم يحمِه وجوده الدبلوماسي في فرنسا من قبضة الموساد. وحسب مصادر فلسطينية، فإن الموساد استخدم حيلة بسيطة للإيقاع به، فقبل الاغتيال اتصل به شخص منتحلاً صفة صحافي إيطالي، طالباً إجراء مقابلة معه، وتم تحديد مكان اللقاء في مكتب المنظمة في باريس قبل يومين من مقتله، وفي هذه الأثناء، التي ضمن فيها الموساد غياب الهمشري عن المنزل، تسلّل عملاؤه إليه، ووضعوا قنبلة متفجرة يتحكم فيها عن بعد تحت الأرضية الخشبية وفي نقطة تقع أسفل طاولة الهاتف. في الساعة التاسعة صباحاً من يوم 8 كانون الأول 1972 رن جرس الهاتف، والتقط الهمشري السماعة فانفجرت الشحنة وأصابته بجروح بليغة في الفخذ . نقل إلى مستشفى كوشن في باريس حيث مات متأثراً بجروحه بعد شهر (في 10 كانون الثاني 1973) من الحادث، وقد كانت وصيته أن يدفن في مدينة طولكرم في حال وفاته، إلا أن السلطات الإسرائيلية رفضت نقل جثمانه إلى طولكرم ليدفن فيها، فدفن في مقبرة بير لاشيز بباريس.
تسربت معلومات عن مسؤولية المرتزق مايك هراري عن اغتياله.
وكما هو الحال بالنسبة لزعيتر، اتهمت الصحافة الإسرائيلية الهمشري بلعب دور في عملية ميونخ.

## تخليده
تخليدًا له، تم تشييد مدرسة تحمل اسمه في مدينة طولكرم بالضفة الغربية، بالإضافة لمستشفى محمود الهمشري في منطقة صيدا اللبنانية عام 1974. كذلك قامت جمعية التضامن العربية الفرنسية بمنح جائزة فلسطين (جائزة محمود الهمشري) بشكل دوري وهي جائزة أدبية في فرنسا تأسست في 1979م.